# Villaturde (kommunhuvudort)
Villaturde är en kommunhuvudort i Spanien.   Den ligger i provinsen Provincia de Palencia och regionen Kastilien och Leon, i den norra delen av landet, 230 km norr om huvudstaden Madrid. Villaturde ligger 844 meter över havet och antalet invånare är 220.
Terrängen runt Villaturde är platt. Runt Villaturde är det ganska glesbefolkat, med 25 invånare per kvadratkilometer. Närmaste större samhälle är Carrión de los Condes, 7,0 km sydost om Villaturde. Trakten runt Villaturde består till största delen av jordbruksmark.